# Liocichla
Genre
Le genre Liocihla regroupe cinq espèces d'oiseaux connues sous le nom de garrulaxes et appartenant à la famille des Leiothrichidae.

## Liste des espèces
D'après la classification de référence (version 5.2, 2015) du Congrès ornithologique international (ordre phylogénique) :
- Liocichla phoenicea – Garrulaxe à ailes rouges
- Liocichla ripponi – Garrulaxe de Rippon
- Liocichla omeiensis – Garrulaxe de l'Omei
- Liocichla bugunorum – Garrulaxe des Buguns
- Liocichla steerii – Garrulaxe de Steere

## Répartition géographique
Leurs aires s'étendent de part et d'autre de l'extrémité est de l'Himalaya, à l'exception de Liocichla steerii (endémique de Taïwan).